# Matheus Takaki
Matheus Takaki (29 de abril de 2000) es un deportista brasileño que compite en judo. Ganó una medalla de oro en el Campeonato Panamericano de Judo de 2023, en la categoría de –60 kg.

## Palmarés internacional
| Campeonato Panamericano | Campeonato Panamericano | Campeonato Panamericano | Campeonato Panamericano |
| Año                     | Lugar                   | Medalla                 | Categoría               |
| ----------------------- | ----------------------- | ----------------------- | ----------------------- |
| 2023                    | Calgary (Canadá)        | Medalla de oro          | –60 kg                  |